# Complete Control
Complete Control è una canzone del gruppo punk inglese The Clash, pubblicata come singolo 7" e facente parte della lista tracce della versione USA dell'album di debutto The Clash.

## Il brano
Complete Control viene spesso citata come uno dei migliori singoli punk, e alimenta la polemica con le case discografiche, i manager e verso lo stato del punk stesso. La motivazione che portò alla composizione di Complete Control va ricercata nel fatto che la casa discografica del gruppo, la CBS Records, pubblicò Remote Control senza chiedere il parere del gruppo stesso, e questo fece infuriare i componenti dei Clash. La canzone fa riferimento anche ai manager che in quel periodo volevano avere il pieno controllo sui loro gruppi (Bernie Rhodes per i Clash e Malcolm McLaren per i Sex Pistols). Il titolo della canzone deriva comunque da questa frase:
Il brano contiene allusioni anche contro la pratica della polizia di sbattere fuori (letteralmente lanciandoli attraverso le uscite di sicurezza) i punk un po' troppo esagitati durante i concerti. Ed inoltre si fa riferimento agli ideali punk calpestati dalle case discografiche, un ingranaggio della quale il gruppo entrò a far parte suo malgrado, e di conseguenza alla rabbia per il tradimento subito. Questa parte del messaggio si può comprendere attraverso questa frase tratta dal testo:
Il brano venne registrato ai Sarm East Studios di Whitechapel, con ingegnere del suono Mickey Foote e produttore Lee "Scratch" Perry. Perry conobbe i Clash attraverso la loro cover del pezzo di Junior Murvin, Police and Thieves, e ne rimase particolarmente colpito, al punto di inserire una foto del gruppo (l'unico gruppo o artista bianco ad avere quell'onore) nel muro dei suoi Black Ark Studio a Kingston, in Giamaica. I Clash seppero che Perry si trovava a Londra in quel periodo, per la produzione di un disco di Bob Marley & The Wailers, e lo invitarono a produrre il singolo. Perry accettò immediatamente l'invito. Complete Control sarà anche il primo pezzo inciso da Topper Headon, in seguito all'abbandono di Terry Chimes.

## Classifiche
Complete Control si posizionerà al numero 28 nelle classifiche inglesi dei singoli, diventando così il primo brano dei Clash ad entrare nei Top 30.

## Tracce
1. Complete Control – 3:14 (Strummer, Jones)
2. The City of the Dead – 2:26 (Strummer, Jones)

## Formazione
Complete Control
- Joe Strummer — voce, chitarra ritmica
- Mick Jones — chitarra solista, voce
- Paul Simonon — basso
- Topper Headon — batteria

The City of the Dead
- Joe Strummer — voce, chitarra ritmica
- Mick Jones — chitarra solista, voce
- Paul Simonon — basso
- Topper Headon — batteria
- Gary Barnacle — sassofono